# Lasiobelba subnitida
Lasiobelba subnitida är en kvalsterart som först beskrevs av Sellnick 1924.  Lasiobelba subnitida ingår i släktet Lasiobelba och familjen Oppiidae. Inga underarter finns listade i Catalogue of Life.